# Findus
Findus è un marchio che produce cibo surgelato destinato alla commercializzazione al dettaglio.
In Italia è leader di mercato nel settore del pesce surgelato e con il marchio 4 Salti in Padella Findus in quello dei piatti pronti surgelati (contorni, primi e secondi).
L'azienda fa oggi parte del gruppo Nomad Foods, avente sede nel Regno Unito e presente in 22 Paesi europei attraverso 14 siti produttivi e 8.000 dipendenti, posizionandosi così tra i principali produttori mondiali nel settore degli alimenti surgelati.

## Storia
Il marchio Findus viene originariamente creato a Bjuv in Svezia nel 1939, a seguito dell’acquisizione da parte della famiglia di imprenditori norvegesi Throne Holst, dell’azienda Skanska Fruktvin & Likarfabriken, fondata nel 1903 da Karl Axel Thulin e specializzata principalmente nella coltivazione di frutta e ortaggi, oltre che nella produzione di vino e liquori. A seguito dell’operazione, il nome dell’azienda venne subito cambiato in Findus, dalla contrazione di Frukt Industrin, ossia "Industria della frutta", per renderlo più immediato e di facile comprensione, ma anche per mettere in risalto l’entrata dell’azienda stessa nell’industria conserviera. 
Parallelamente, il biologo statunitense Clarence Birdseye, che nel 1922 aveva costituito la Birdseye Seafood, brevettato un sistema per congelare i filetti di merluzzo con aria raffreddata a - 43 °C e dato vita a un processo più efficiente per il confezionamento e il trasporto degli alimenti surgelati, fonda una seconda società denominata General Seafood Corporation, per industrializzare la produzione dei surgelati. Poco più tardi, tuttavia, decide di cedere la propria azienda e i suoi brevetti a investitori americani, che daranno vita alla Birds Eye Frozen Food Company, cui seguirà nel 1938 la succursale Birds Eye Ltd, che verrà acquistata da Unilever nel 1943. A partire dai primi anni quaranta, le strade di Findus e di quest'ultima inizieranno a intrecciarsi. 
La società, infatti, nel 1941 cambia nome e viene poco dopo ceduta all'azienda alimentare svedese Marabou che a sua volta nel 1962 cede il marchio alla multinazionale svizzera Nestlé. Nel 1970 Nestlé decide di formare una joint venture con la compagnia anglo-olandese Unilever (che operava nel ramo del freddo con il marchio Iglo) per la gestione del marchio nei mercati di Austria, Germania e Italia, nella quale Unilever detiene il 75% delle quote e Nestlé il rimanente 25% del capitale. Le due compagnie preferirono poi promuovere il marchio Iglo sul mercato austriaco e tedesco, lasciando Findus come marchio di punta solo su quello italiano.
Nestlé rimane proprietaria del marchio Findus fino al 1985, anno in cui decide di cedere la sua quota di minoranza nella joint venture e la relativa comproprietà del marchio a Unilever, che diventa così esclusiva proprietaria. Il gruppo svizzero continua a mantenere il marchio nel resto del mondo, ma ne perde completamente la proprietà in Italia. Nel 2000 il fondo svedese EQT rileva la proprietà del marchio in tutti i mercati ad esclusione di quello svizzero (dove rimane di proprietà di Nestlé) e di quello italiano (dove rimane di proprietà di Unilever). Successivamente, nel 2006, EQT cede la proprietà del marchio al gruppo alimentare britannico Foodvest (controllato dal fondo CapVest) che cambia nome in Findus Group; a sua volta Findus Group viene rilevato nel 2008 dal fondo di private equity britannico Lion Capital LLP. Nel 2010 Unilever effettua uno spin off costituendo la società C.S.I. che diventa titolare del marchio in Italia e che nello stesso anno viene ceduta alla finanziaria di investimenti inglese Permira (che nel 2006 aveva già rilevato da Unilever i marchi Iglo e Birds Eye formando Iglo Group).
Nel 2015 la proprietà e i diritti del marchio Findus in tutti i mercati dell'Europa continentale vengono ceduti da Findus Group a Nomad Foods Ltd., società con sede nelle Isole Vergini Britanniche, ad eccezione del mercato svizzero, dove la proprietà rimane a Nestlé. Nel mercato del Regno Unito il marchio rimane di proprietà di Lion Capital, la quale, dopo l'acquisizione, mette il marchio nel mercato del Paese britannico sotto la gestione di Young's Seafood Ltd, azienda del Regno Unito operante nel ramo del freddo titolare dell'omonimo marchio di surgelati anglosassone e fino ad allora facente parte di Findus Group (di cui rimane l'unico ramo ancora attivo). Nell’ottobre 2015, Nomad Holding acquisisce dal fondo di private equity britannico Lion Capital il Findus Group, proprietario di tutte le attività Findus europee. Nasce così Nomad Foods, la più grande azienda di alimenti surgelati in Europa e una delle principali al mondo. Con sede nel Regno Unito, Nomad Foods diventa proprietaria dei marchi Birds Eye, Iglo e Findus, che per la prima volta, dopo tanti anni, ha nuovamente la stessa proprietà in tutta Europa, ad eccezione della Svizzera. Nel 2016 Nestlé cede la proprietà del marchio Findus in Svizzera a Froneri, joint venture del ramo di freddo in cui è socia al 50% insieme al gruppo inglese R&R. Nello stesso anno, Young's Seafood annuncia di voler sopprimere il marchio Findus nei mercati della Gran Bretagna (dove era presente dal 1958).
Alla fine del 2020, Nomad Foods acquisisce anche l'ultima tessera del mosaico Findus, rilevando la divisione svizzera del brand dal gruppo Froneri International Ltd. L'operazione, completata nel gennaio 2021, vale 110 milioni di euro e consente al gruppo di consolidare la propria presenza in Europa, dove è leader di mercato con una quota pari al 14%.

### Il marchio Findus in Italia
In Italia, i prodotti Findus vengono ufficialmente immessi sul mercato nel 1959, anche se il marchio viene depositato nel 1951. Inizialmente sono disponibili solo a Milano e Roma, dove vengono aperti i primi supermercati italiani. La famiglia Throne Holst, fondatrice di Findus, decide di cedere la maggioranza delle azioni alla multinazionale svizzera Nestlé Alimentana nel 1962, dando vita a Findus International Ltd. e alla società Findus SpA con sede a Cisterna di Latina, dove viene costruito un moderno impianto per la surgelazione di prodotti, principalmente orticoli.
La decisione di costruire l'impianto a Cisterna di Latina viene influenzata dall'esperienza positiva della casa madre con alcuni agricoltori locali e dal fatto che l'Agro Pontino, al confine tra le province di Roma e Latina, rientra nel piano di rilancio e sviluppo del Mezzogiorno, con il supporto della Cassa per il Mezzogiorno. L'impianto, edificato a partire dall'11 febbraio 1963, viene pensato per due principali linee di lavorazione: quella dei fagiolini e quella degli spinaci. Lo stabilimento dà ufficialmente inizio alla sua attività il 13 giugno 1964, producendo circa 5 000 tonnellate annue di prodotti surgelati e impiegando circa 400 persone. Oggi la produzione dei principali prodotti Findus è ancora a Cisterna e le tonnellate sono salite a oltre 100 000.
Nel 1967 vengono lanciati sul mercato i bastoncini di pesce, colonna portante della gamma firmata Capitan Findus, arricchita nel corso degli anni da diverse preparazioni di pesce panato, come ad esempio le Croccole  e i Filetti di platessa e dai bastoncini al salmone. Nel 1970 nascono i Sofficini, prodotto al quale nel corso degli anni sono state aggiunte numerose varianti, e accompagnati dal 2005 dalla linea Che: Che Supplì, Che Crocchè, Che Mozzarella. Nel 1996 viene lanciato un altro prodotto storico dell'azienda: 4 Salti in Padella, una linea di primi piatti, secondi di carne e contorni. Infine, nel 2020 viene lanciata la nuova gamma Green Cuisine.

## Controversie
Nel 2013 Findus UK ha dovuto ritirare dal mercato inglese alcune partite di hamburger dichiarati di carne bovina, poiché test sul DNA hanno rilevato che in essi era contenuta carne di cavallo in percentuale variabile dal 60% al 100%.
Findus Italia si era dichiarata totalmente estranea alla vicenda, in quanto si trattava di aziende completamente diverse. Infatti in Italia il marchio era di proprietà della CSI (Compagnia Surgelati Italiana), allora di proprietà del gruppo europeo Iglo Group.

## Capitan Findus
Capitan Findus è una figura protagonista di molti spot pubblicitari volti a promuovere i filetti di merluzzo impanati. Il personaggio, la cui voce in Italia era quella di Carlo Bonomi, era solito chiosare gli spot con il motto di "Parola di Capitan Findus!" e veniva rappresentato con lo stereotipo del marinaio bonaccione e di lunga esperienza marittima. Lo scopo era di promuovere I filetti di merluzzo impanati puntando sull'aiuto offerto ai genitori per riuscire a far mangiare pesce ai propri figli. 
Dal 1967 l'interprete del marinaio diventa John Hewer che, avendo interpretato il personaggio in Paesi diversi, rimane nell'immaginario collettivo come il "vero" Capitan Findus. Successivamente, si decide che ogni Paese, da allora in poi, avrebbe avuto il proprio interprete: in Italia ad esempio viene scelto l'attore Stefano Seno. L'operazione, volta a ringiovanire l'immagine del prodotto, ha vita breve e, nel 2003, viene scelto nuovamente un Capitan Findus più anziano e "tradizionale" che ricoprirà questo ruolo fino al 2011. A differenza delle due precedenti versioni del personaggio, quest'ultima non parla mai durante gli spot, i quali, in questa fase, si concentrano sui pensieri di un ragazzino seguace del capitano.
Nel corso degli anni, il personaggio di Capitan Findus diviene così famoso da trasformarsi esso stesso nel marchio del prodotto Bastoncini, il cui logo raggiunge una notorietà pari, se non superiore, a quella del brand. Inoltre, con il passare del tempo, la figura del Capitano passa gradualmente dall’essere identificata come volto di uno specifico prodotto, a divenire simbolo dell’impegno di Findus verso tematiche di rilevanza sociale, facendosi promotore di iniziative come la campagna Ricicliamo insieme per il futuro degli oceani e il concorso creativo A scuola di futuro, lanciato nelle scuole primarie di tutta Italia. Dal 2021, con la nuova campagna di comunicazione Sali a bordo, Capitan Findus rappresenta non più solo Bastoncini e pesce panato ma si fa ambasciatore della sostenibilità di tutta la gamma di pesce Findus.